# 38ste uitreiking van de Premios Goya
De 38ste uitreiking van de Premios Goya vond plaats in het Feria de Valladolid in Valladolid op 10 februari 2024. Grote winnaar was La sociedad de la nieve met twaalf prijzen, gevolgd door 20.000 especies de abejas met drie prijzen.

## Achtergrond
In maart 2023 werd bekendgemaakt dat de ceremonie in 2024 zou plaatsvinden in Valladolid en in 2025 in Granada. Op 29 juni 2023 werd de specifieke datum van 10 februari bekendgemaakt door de academievoorzitter Fernando Méndez-Leite en de burgemeester van Valladolid Jesús Julio Carnero. Het gemengde selectieproces is aangepast, waarbij telkens drie nominaties worden gekozen door academieleden die tot de betreffende specialisatie behoren, terwijl de andere twee nominaties worden gekozen door de volledige groep academieleden. Ook het shortlistsysteem voor de prijscategorieën korte film en documentaire werd afgeschaft. Op 30 oktober 2023 werd aangekondigd dat Ana Belén, Javier Ambrosi en Javier Calvo de presentatie voor hun rekening nemen.
Op 30 november 2023 werden de nominaties bekendgemaakt. 20.000 especies de abejas behaalde de meeste nominaties (15), gevolgd door La sociedad de la nieve (13), Cerrar los ojos en Saben aquell (beiden 11).

## Winnaars en genomineerden
De winnaars staan bovenaan in vet lettertype.
| Beste film | Beste regisseur |
| --- | --- |
| - La sociedad de la nieve - 20.000 especies de abejas - Cerrar los ojos - Saben aquell - Un amor | - Juan Antonio Bayona — La sociedad de la nieve - Víctor Erice — Cerrar los ojos - Elena Martín — Creatura - David Trueba — Saben aquell - Isabel Coixet — Un amor |
| Beste acteur | Beste actrice |
| - David Verdaguer — Saben aquell - Manolo Solo — Cerrar los ojos - Enric Auquer — El maestro que prometió el mar - Hovik Keuchkerian — Un amor - Alberto Ammann — Upon Entry | - Malena Alterio — Que nadie duerma - Patricia López Arnaiz — 20.000 especies de abejas - María Vázquez — Matria - Carolina Yuste — Saben aquell - Laia Costa — Un amor |
| Beste mannelijke bijrol | Beste vrouwelijke bijrol |
| - José Coronado — Cerrar los ojos - Martxelo Rubio — 20.000 especies de abejas - Juan Carlos Vellido — Under Therapy - Alex Brendemühl — Creatura - Hugo Silva — Un amor | - Ane Gabarain — 20.000 especies de abejas - Itziar Lazkano — 20.000 especies de abejas - Ana Torrent — Cerrar los ojos - Luisa Gavasa — El maestro que prometió el mar - Clara Segura — Creatura |
| Beste debuterend acteur | Beste debuterend actrice |
| - Matías Recalt — La sociedad de la nieve - Omar Banana — Te estoy amando locamente - Brian Albacete — Campeonex - La Dani — Te estoy amando locamente - Julio Hu Chen — Chinas | - Janet Novás — O corno - Xinyi Ye — Chinas - Yeju Ji — Chinas - Clàudia Malagelada — Creatura - Sara Becker — La contadora de películas |
| Beste origineel scenario | Beste bewerkt scenario |
| - Estibaliz Urresola Solaguren — 20.000 especies de abejas - Víctor Erice, Michel Gaztambide — Cerrar los ojos - Carmen Garrido, Alejandro Marín — Te estoy amando locamente - Alejandro Rojas, Juan Sebastián Vásquez — Upon Entry - Félix Viscarret — Una vida no tan simple | - Pablo Berger — Robot Dreams - Albert Val — El maestro que prometió el mar - Bernat Vilaplana, J.A. Bayona, Jaime Marques-Olarreaga, Nicolás Casariego — La sociedad de la nieve - Isabel Coixet, Laura Ferrero — Un amor - David Trueba, Albert Espinosa — Saben aquell |
| Beste debuterend regisseur | Beste animatiefilm |
| - Estibaliz Urresola Solaguren — 20.000 especies de abejas - Itsaso Arana — Las chicas están bien - Álvaro Gago — Matria - Alejandro Marín — Te estoy amando locamente - Alejandro Rojas, Juan Sebastián Vázquez — Upon Entry | - Robot Dreams - Dispararon al pianista - El sueño de la sultana - Hannah y los monstruos - Momias |
| Beste camerawerk | Beste montage |
| - Pedro Luque — La sociedad de la nieve - Gina Ferrer García — 20.000 especies de abejas - Valentín Álvarez — Cerrar los ojos - Bet Rourich — Un amor - Diego Trenas — Una noche con Adela | - Andrés Gil, Jaume Martí — La sociedad de la nieve - Raúl Barreras — 20.000 especies de abejas - Ascen Marchena — Cerrar los ojos - Fátima de los Santos — Mamacruz - Fernando Franco — Robot Dreams |
| Beste artdirector | Beste productiemanager |
| - Alain Bainée — La sociedad de la nieve - Izaskun Urkijo — 20.000 especies de abejas - Curru Garabal — Cerrar los ojos - Carlos Conti — La contadora de películas - Marc Pou — Saben aquell | - Margarita Huguet — La sociedad de la nieve - Pablo Vidal — 20.000 especies de abejas - María José Díez — Cerrar los ojos - Eduard Vallès — Saben aquell - Leire Aurrekoetxea, Luis Gutiérrez — Valle de sombras |
| Beste geluid | Beste speciale effecten |
| - Jorge Adrados, Oriol Tarragó, Marc Orts — La sociedad de la nieve - Eva Valiño, Koldo Corella, Xanti Salvador — 20.000 especies de abejas - Iván Marín, Juan Ferro, Candela Palencia — Cerrar los ojos - Tamara Arévalo, Fabiola Ordoyo, Yasmina Praderas — Campeonex - Xavi Mas, Eduardo Castro, Yasmina Praderas — Saben aquell | - Pau Costa, Félix Bergés, Laura Pedro — La sociedad de la nieve - Mariano García Marty, Jon Serrano, David Heras, Fran Belda, Indira Martín — 20.000 especies de abejas - Raúl Romanillos, Míriam Piquer — Valle de sombras - Eneritz Zapiain, Iñaki Gil "Ketxu" — La ermita - Mariano García Marty, Jon Serrano, Juan Ventura, Amparo Martínez — Tin & Tina                                                          |
| Beste kostuums | Beste grime en haarstijl |
| - Julio Suárez — La sociedad de la nieve - Nerea Torrijos — 20.000 especies de abejas - Maria Armengol — El maestro que prometió el mar - Mercè Paloma — La contadora de películas - Lala Huete — Saben aquell | - Ana López-Puigcerver, Belén López-Puigcerver, Montse Ribé — La sociedad de la nieve - Aihoa Eskusabel, Jose Gabarain — 20.000 especies de abejas - Eli Adánez, Juan Begara — La ternura - Caitlin Acheson, Benjamín Pérez, Nacho Díaz — Saben aquell - Sarai Rodríguez, Noé Montes, Óscar del Monte — Valle de sombras                                                                                               |
| Beste filmmuziek | Beste origineel nummer |
| - Michael Giacchino — La sociedad de la nieve - Natasha Arizu — El maestro que prometió el mar - Arnau Bataller — La paradoja de Antares - Alfonso de Vilallonga — Robot Dreams - Andrea Motis — Saben aquell | - "Yo solo quiero amor" van Rigoberta Bandini — Te estoy amando locamente - "Ecos" van Xoel López — Amigos hasta la muerte - "Chinas" van Marina Herlop — Chinas - "El amor de Andrea" van Álvaro B. Baglietto, David García, Guille Galván, Jorge González, Juan Pedro Martín, Juanma Latorre, Valeria Castro — El amor de Andrea - "La gallinita" van Fernando Moreri Haberman, Sergio Bertran — La imatge permanent |
| Beste korte film | Beste korte animatiefilm |
| - Aunque es de noche - Carta a mi madre para mi hijo - Cuentas divinas - La loca y el feminista - París 70 | - To Bird or Not To Bird - Becarias - Todo bien - Todo está perdido - Txotxongiloa |
| Beste documentaire | Beste korte documentaire |
| - Mientras seas tú, aquí y ahora — Claudia Pinto Emperador, Iván Martínez-Rufat, Joana M. Ortueta, Jordi Llorca, Óscar Bernàcer, Pilar Llorca - Caleta Palace — José Antonio Hergueta, Leticia Salvago Soto - Contigo, contigo y sin mi — Amaya Villar Navascués, Carlo D'Ursi - Esta ambición desmedida — Antón Álvarez, Cristina Trenas, Isabel Utrera Alfaro, María Rubio, Patricia Alfaro, Rogelio González, Santos Bacana - Iberia, naturaleza infinita — Arturo Menor Campillo, Cristina Menor | - Ava - BLOW! - El bus - Herederas - Una terapia de mierda |
| Beste Ibero-Amerikaanse film | Beste Europese film |
| - La memoria infinita — Chili - Alma viva — Portugal - La pecera — Puerto Rico - Puan — Argentinië - Simón — Venezuela | - Anatomie d'une chute — Frankrijk - Aftersun — Verenigd Koninkrijk- Verenigde Staten - Sigurno mjesto — Kroatië - Le otto montagne — België- Frankrijk- Italië - Das Lehrerzimmer — Duitsland |
| Ere-Goya | |
| Juan Mariné Bruguera | |
| Internationale Ere-Goya | |
| Sigourney Weaver | |

## Nominaties per film
| Film                           | Nominaties | Prijzen |
| ------------------------------ | ---------- | ------- |
| 20.000 especies de abejas      | 15         | 3       |
| La sociedad de la nieve        | 13         | 12      |
| Cerrar los ojos                | 11         | 1       |
| Saben aquell                   | 11         | 1       |
| Un amor                        | 7          |         |
| El maestro que prometió el mar | 5          |         |
| Te estoy amando locamente      | 5          | 1       |
| Creatura                       | 4          |         |
| Chinas                         | 4          |         |
| Robot Dreams                   | 4          | 2       |
| Upon Entry                     | 3          |         |
| La contadora de películas      | 3          |         |
| Valle de sombras               | 3          |         |
| Matria                         | 2          |         |
| Campeonex                      | 2          |         |